# SS Donau (1929)
Le SS Donau est un navire frigorifique allemand, ayant servi dans la Kriegsmarine durant la Seconde Guerre mondiale.
Dans le cadre de la Shoah en Norvège, le navire est devenu célèbre comme le « bateau des esclaves » après le transport de 540 Juifs de la Norvège à Stettin, d'où les prisonniers ont été envoyés par le train au camp d'extermination d'Auschwitz. Seulement neuf des personnes déportées sur le SS Donau ont survécu.

## Histoire
Le navire a été construit à Hambourg pour la compagnie Norddeutscher Lloyd et achevé en 1929. 
Le Donau a été réquisitionné pour la Kriegsmarine et équipé d'armes anti-aériennes et de bombes sous-marines. Le navire a été mis au service du transport de troupes du front de l'Est.
Le 26 novembre 1942, les forces de police norvégiennes, sous la direction de la Gestapo, livrent 532 prisonniers juifs à la SS au port d'Oslo. 
Le navire est alors sous le commandement de l'Untersturmführer Klaus Grossmann et de l'Oberleutnant Manig. Hommes et femmes sont séparés sur le navire, où les soldats les privent de conditions sanitaires de base et les maltraitent. À l'arrivée au camp d'Auschwitz, 346 personnes ont été envoyées directement à la chambre à gaz. Seuls 186 hommes âgés entre 15 et 50 ans ont été classés comme détenus «non handicapés» et ont survécu à leur arrivée et ont  ensuite été contraints au travail forcé.
Seulement 9 des prisonniers présent sur le navire ont survécu à la Shoah.
Sur un total de 772 juifs qui ont été déportés de Norvège, sur les trois navires Donau, Monte Rosa et Gotenland, à peine 34 ont survécu. Ce sont au total 250 familles qui ont été exterminées.
Le 16 janvier 1945, des résistants norvégiens Roy Nielsen (de), du réseau Milorg, et Max Manus coulent le navire dans le fjord d'Oslo, à l'aide de mines limpet.